# Landskrona garnisonsförsamling
Landskrona garnisonsförsamling var en församling vid Landskrona garnison i Lunds stift i nuvarande Landskrona kommun. Församlingen var från 1897 identisk med Vendes trängbataljons församling. 

## Administrativ historik
Församlingen bildades 1799 och uppgick 1897 i Vendes trängbataljons församling (Skånska trängkårens församling).
1884 införlivades Landskrona slotts- och straffängelseförsamling som varit en del av garnisonsförsamlingens pastorat.